# Yves Rouquette
Yves Rouquette (auch: Ives Roqueta; * 29. Februar 1936 in Sète; † 2. Januar 2015 in Camarès) war ein französischer Schriftsteller okzitanischer Sprache.

## Leben und Werk
Yves Rouquette wuchs als älterer Bruder des Geistlichen und Dichters Jean Rouquette auf. In Sète hatte er Robert Lafont zum Lehrer und wurde von diesem für die okzitanische Literatur und im Weiteren für die okzitanische Bewegung gewonnen, der er sich 1956 anschloss und in der er von 1964 bis 1982 eine der führenden Persönlichkeiten war. 1961 heiratete er die Schriftstellerin Marie Rouanet und lebte als Gymnasiallehrer in Béziers.
1965 gründete Rouquette die Zeitschrift Viure, aus der er 1973 zusammen mit seinem Bruder wegen Radikalität ausgeschlossen wurde, da er für Okzitanien den Status einer europäischen Nation vorsah. Er war einer der Motoren der Bewegung Volèm viure al païs (Wir wollen in unserer Heimat leben) und des Widerstands im Larzac von 1971 bis 1981. In Béziers gründete er 1969 die Schallplattenfirma Ventadorn, die bis 1985 bestand, und 1975 das Centre International de Documentation Occitane (CIDO), seit 2019 CIRDOC (Centre Interrégional de Développement de l’Occitan-Institut occitan de cultura). 1982 war er enttäuscht über die Normalisierung und Vereinnahmung der okzitanistischen Bewegung durch den Mitterandschen Sozialismus.  Nach der Pensionierung zog er sich mit seiner Frau in die Heimat seiner Eltern zurück und starb dort 2015 im Alter von 78 Jahren.
Sein umfangreiches literarisches Werk (okzitanisch und französisch) betrifft alle Gattungen einschließlich Übersetzungen in beide Richtungen.
In Toulouse trägt eine Straße seinen Namen.

## Werke
- L'Escriveire public. Poëmas. "Oc", Toulouse 1958.
- (Hrsg.) J. S. Pons: Choix de textes. P. Seghers, Paris 1963. (Joseph Sébastien Pons)
- (Übersetzer) Jean Rouquette: Sola deitas. Camin de Crotz. Institut d’études occitanes «Oc», Toulouse 1963. (französische Fassung)
- La Poëta es una vaca, racònte. Lo Libre occitan, Lavit, Tarn-et-Garonne 1967. 2013.
- La Paciéncia. Racontes 1961–1962. I.E.O., Toulouse 1968, 1979. (Erzählungen)
- (Übersetzer) Jean Rouquette (Joan Larzac): L'Étranger du dedans et autres poèmes politiques. P.-J. Oswald, Paris 1972. (französische Fassung)
- (Hrsg.) La Nouvelle chanson occitane. Privat, Toulouse 1972.
- Rouergue, si. Ode à saint Aphrodise. Messe pour les cochons. P.J. Oswald, Paris 1972. (zweisprachig, französische Fassung von Marie Rouanet)
- (Übersetzer) Joseph Delteil: Nostre-Sénher lo segond. Institut d'études occitanes, Toulouse 1973. (okzitanische Fassung)
- Las Cronicas de "Viure" 1965–1972. Vent terral, Enèrgas (81350 Valdériès) 1975.
- Lo Trabalh de las mans. Divertiment en forma de roman. I.E.O. [Institut d'études occitanes], Toulouse 1977.
- Histoire des pays de langue occitane. Ligue de l'enseignement et de l'éducation permanente, Paris 1979. (zweisprachig)
- (Übersetzer) Jean-Barthélemy Hauréau: Bernat Deliciós. Franciscans contra Inquisicion. Hrsg. Jean Duvernoy. I.E.O., Toulouse 1981. (okzitanische Fassung von Bernard Délicieux et l'Inquisition albigeoise 1300–1320)
- Made in France. Prosa. Institut d'estudis occitans, Toulouse 1981.
- En occitan dans le texte. Manuel à l'usage des élèves languedociens. Institut d'études occitanes, Toulouse 1982.
- Les Enfants de la Bona. Institut d'estudis occitans, Toulouse 1984.
- Occitanie. Petit traité de géographie cordiale. Centre international de documentation occitane, Béziers 1984.
- Dels dos principis. Poèmes. Narbonne 1987.
- De la vinha, del vin e dels òmes. Institut d'estudis occitans, Toulouse 1988.
- L'écriture, publique ou pas. Poèmes, 1972–1987. Institut d'estudis occitans, Toulouse 1988. (zweisprachig)
- Cathares. Loubatières, Portet-sur-Garonne 1991.
- Cellula XIII. Les Cahiers de Garlaban, Hyères 1992.
- Midis. Petite géographie cordiale. Loubatières, Portet-sur-Garonne 1992.
- Le fils du père ou La très véridique histoire de la naissance de notre-seigneur Jésus-Christ. Loubatières, Portet-sur-Garonne 1993.
  - Lo filh del Paire. 2007.
- La mallette. Climats, Castelnau-le-Lez 1994.
- Le poisson de bois dans le métro. Nouvelle. Climats, Castelnau-le-Lez 1995.
- Sète. Loubatières, Portet-sur-Garonne 1998.
- Béziers, les rues racontent. Presses du Languedoc, Montpellier 1999, 2007.
- Le bel aujourd'hui ? Humeurs. Chroniques de "La Dépêche du Midi". Climats, Castelnau-le-Lez 2001.
- Las aventuras de Nasr-Eddin. 12 saynètes à jouer en 3 langues, occitan, français, espagnole. Version gasconne. SCÉRÉN-CRDP Midi-Pyrénées, Toulouse 2003.
- Pinocchio à vue de nez. Climats, Castelnau-le-Lez 2003.
- Pas que la fam. Causida poëtica, 1958–2004. La faim, seule. Choix de poèmes, 1958–2004. Letras d'òc, Toulouse 2005, 2009.
- Armistiça o las non-parelhas recèptas de las femnas d'Atènas per far tornar la patz. Letras d'òc, Toulouse 2006. (nach Lysistrata)
- Latins. Suerte, Béziers 2006.
- El, Jòb. Letras d'òc, Toulouse 2007. (Gedichte)
- Los tres gendres del paure òme. Conte, teatre. Vent terral, Valence-d'Albigeois 2008.
- Argerianas. Cap l'Òc, Saint-Afrique 2009.
- Messa pels pòrcs. Roèrgue, si. Letras d'òc, Toulouse 2009.
- Lo cant dels millenaris. Dieusses primièrs. Le chant des millénaires. Dieux premiers. Cap l'Òc, Saint-Afrique 2013.
- En occitan. Une histoire buissonnière de la littérature d'oc. Vent terral, Valence-d'Albigeois 2013. (aus: La Dépêche du Midi 1974–1982)
- Larzac. Fleurines, Saint-Affrique 2013.
- A cada jorn, son mièg lum. (L'ordinari del monde 2). Letras d'òc, Toulouse 2015.
- Le goût des jours. Chroniques de "La Dépêche du Midi". Mare nostrum éditions, Perpignan 2015.
- Mossur de la Cochonaille. Letras d'òc, Toulouse 2021. (nach Monsieur de Pourceaugnac)